# Provincia de Sud Carangas
La provincia de Sud Carangas es una provincia de Bolivia en el departamento de Oruro que cuenta con una población de 7232 habitantes (INE 2012). La capital de la provincia es Santiago de Andamarca y celebra su aniversario cada 24 de julio. La provincia fue creada mediante Ley de 31 de marzo de 1980, durante el gobierno de Lidia Gueiler Tejada.

## Municipios
La provincia de Sud Carangas está compuesta de 2 municipios:
- Santiago de Andamarca
- Belén de Andamarca

## Demografía
De acuerdo con el censo boliviano de 2024, la población de la provincia de Sud Carangas es de 9 296 habitantes.
La población de la provincia se ha más que duplicado en las últimas tres décadas:
| Año  | Habitantes | Fuente |
| ---- | ---------- | ------ |
| 1992 | 4 028      | Censo  |
| 2001 | 6 136      | Censo  |
| 2012 | 7 232      | Censo  |
| 2024 | 9 296      | Censo  |

| Gráfica de evolución demográfica de la provincia de Sud Carangas entre 1992 y 2024 |
|                                                                                    |
| Fuente: Instituto Nacional de Estadística de Bolivia                               |